# Estat de Trujillo
L'Estat de Trujillo és un dels vint-i-tres estats en què és dividida Veneçuela. La capital de l'estat és Trujillo. El 2011 tenia 765.964 habitants. L'estat està dividit en vint municipis (entre parèntesis la seus municipal):
1. Andrés Bello (Santa Isabel)
2. Boconó (Boconó)
3. Bolívar (Sabana Grande)
4. Candelaria (Chejendé)
5. Carache (Carache)
6. Escuque (Escuque)
7. José Felipe Márquez Cañizales (El Paradero)
8. José Vicente Campo Elías (Campo Elías)
9. La Ceiba (Santa Apolonia)
10. Miranda (El Dividive)
11. Monte Carmelo (Monte Carmelo)
12. Motatán (Motatán)
13. Pampán (Pampán)
14. Pampanito (Pampanito)
15. Rafael Rangel (Betijoque)
16. San Rafael de Carvajal (Carvajal)
17. Sucre (Sabana de Mendoza)
18. Trujillo (Trujillo)
19. Urdaneta (La Quebrada)
20. Valera (Valera)